# Aspinatimonomma gressitti
Aspinatimonomma gressitti is een keversoort uit de familie somberkevers (Zopheridae). De wetenschappelijke naam van de soort werd in 1978 gepubliceerd door Heinz Freude.